# Otto Hirschfeld

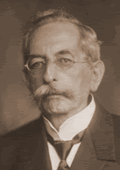
Otto Hirschfeld

Otto Hirschfeld (Koningsbergen, 16 maart 1843 - Berlijn, 27 maart 1922) was een Duits oudhistoricus en epigraficus.
Na zijn studies in Koningsbergen, Bonn en Berlijn promoveerde Hirschfeld in 1863 in Koningsbergen. Hij vestigde zich als privaatdocent in 1869 in Göttingen en werd in 1872 professor oudheidkunde aan de Karelsuniversiteit Praag. In 1876 verwierf hij een leerstoel voor oude geschiedenis, oudheidkunde en epigrafie aan de Universiteit van Wenen, waar hij met Alexander Conze een archeologisch-epigrafisch seminar oprichtte. In 1885 werd Hirschfeld de opvolger van Theodor Mommsen als professor oude geschiedenis aan de Humboldt-Universiteit te Berlijn en directeur van het Instituut voor Oudheidkunde. Tegelijkertijd werd hij in de Preußische Akademie der Wissenschaften opgenomen. Hij ging in 1917 met emeritaat.
Hirschfeld was vooral op het gebied van de Latijnse epigrafie actief. Hij gaf meerdere delen uit van het Corpus Inscriptionum Latinarum, in het bijzonder met inscripties uit Gallië en Germanië. Met deze geografische ruimte hield hij zich ook in zijn onderzoek bezig, maar daarnaast ook met talrijke vragen in verband met de Romeinse bestuursgeschiedenis.